# فريدي كلارك
فريدي كلارك (بالإنجليزية: Freddie Clarke) هو لاعب الرغبي ‏ بريطاني، ولد في 19 أكتوبر 1992 في واندزوورث في المملكة المتحدة.